# Kishida Yusuke
Yusuke Kishida (sinh ngày 10 tháng 7 năm 1999) là một cầu thủ bóng đá người Nhật Bản.

## Sự nghiệp câu lạc bộ
Yusuke Kishida đã từng chơi cho Gamba Osaka.